# Vadstena (gemeente)
Vadstena is een Zweedse gemeente in Östergötland aan het Vättermeer. De gemeente behoort tot de provincie Östergötlands län. Ze heeft een totale oppervlakte van 415,2 km² en telde 7562 inwoners in 2004.

## Plaatsen
- Vadstena (stad)
- Borghamn
- Rogslösa
- Skedet